# Nikon D5000
La Nikon D5000 è una fotocamera DSLR a pentaspecchio. La fotocamera è stata annunciata dalla Nikon il 14 aprile 2009. La D5000 ha molte caratteristiche in comune con la D90. È dotata di un LCD snodabile da 2,8 pollici e 230.000 punti di risoluzione, live view, sensibilità ISO 200 - 3200 (100-6400 con Boost), 3D tracking Multi-CAM1000, correzione automatica di aberrazione cromatica laterale. Monta un sensore CMOS da 12 megapixel dimensioni Nikon DX (23,6x15,8 mm). Registra video in alta definizione.

## Novità tecnologiche
La D5000 si colloca fra le reflex Nikon tra la D60 e la D90. I miglioramenti rispetto alla D60 sono:
- Il sensore è passato da 10 MP a 12.2 MP effettivi. Inoltre mentre il sensore della D60 è CCD, quello della D5000 è CMOS.
- Permette la registrazione di video HD.
- Lo schermo, come quello della D60 ha 230000 pixel, ma la D5000 monta uno schermo snodabile.
- La D5000 è dotata di Live View.
- La raffica ha una velocità superiore: 4 fps.
- La sensibilità ISO massima passa da 3200 a 6400 grazie al Boost.